# Равномерное движение
Равноме́рное движе́ние — механическое движение, при котором материальная точка имеет постоянную по модулю скорость {\displaystyle v}. Путь, пройденный точкой при таком движении за промежуток времени {\displaystyle \Delta t}, составляет {\displaystyle s=v\,\Delta t}. Модуль перемещения может находиться в пределах от 0 до {\displaystyle s}, в зависимости от формы траектории.

## Виды равномерного движения точки
Равномерное движение материальной точки делится на прямолинейное и криволинейное. 
Принципиальное различие между этими видами состоит в том, что при прямолинейном равномерном движении ускорение точки {\displaystyle {\vec {a}}} равно нулю, а при криволинейном равномерном оно отлично от нуля из-за ненулевой нормальной компоненты (при нулевой тангенциальной компоненте ускорения во всех случаях). В прямолинейном случае не только модуль {\displaystyle v}, но и вектор {\displaystyle {\vec {v}}} скорости являются постоянными. Согласно первому закону Ньютона, равномерное прямолинейное движение реализуется в отсутствие внешнего воздействия на материальную точку.
Равномерное движение по окружности — простейший пример криволинейного движения. Хотя модуль скорости постоянен, меняется направление вектора скорости. Соответственно, {\displaystyle {\vec {a}}=d{\vec {v}}/dt\neq 0}. При этом равномерное движение по окружности не является равноускоренным, так как направление вектора ускорения варьируется со временем. При равномерном движении материальной точки по окружности траекторией является дуга. Точка движется с постоянной угловой скоростью {\displaystyle \omega }, а угол поворота зависит от времени как {\displaystyle \varphi =\varphi _{0}+\omega t}, где {\displaystyle \varphi _{0}} — начальное значение угла. 
Помимо примера с окружностью, важным случаем равномерного криволинейного движения точки является её движение по винтовой линии, сочетающее описанное выше вращение вокруг неподвижной оси с движением параллельно этой оси с постоянной скоростью {\displaystyle v_{\parallel }}.     

## Равномерное движение твёрдого тела
Понятие равномерного движения, кроме материальной точки, распространяется на поведение твёрдого тела — например, в ситуации его поступательного движения с постоянной величиной скорости. Если при этом фиксированным остаётся ещё и направление скорости {\displaystyle {\vec {v}}}, говорят о равномерном прямолинейном движении тела. Также «равномерным» называют вращательное движение тела вокруг неподвижной оси, то есть вращение с постоянной угловой скоростью {\displaystyle {\vec {\omega }}}. Угол поворота определяется представленной ранее в тексте формулой — при этом точки тела движутся с постоянными, но различными в зависимости от удаления от оси скоростями. 